# Delft

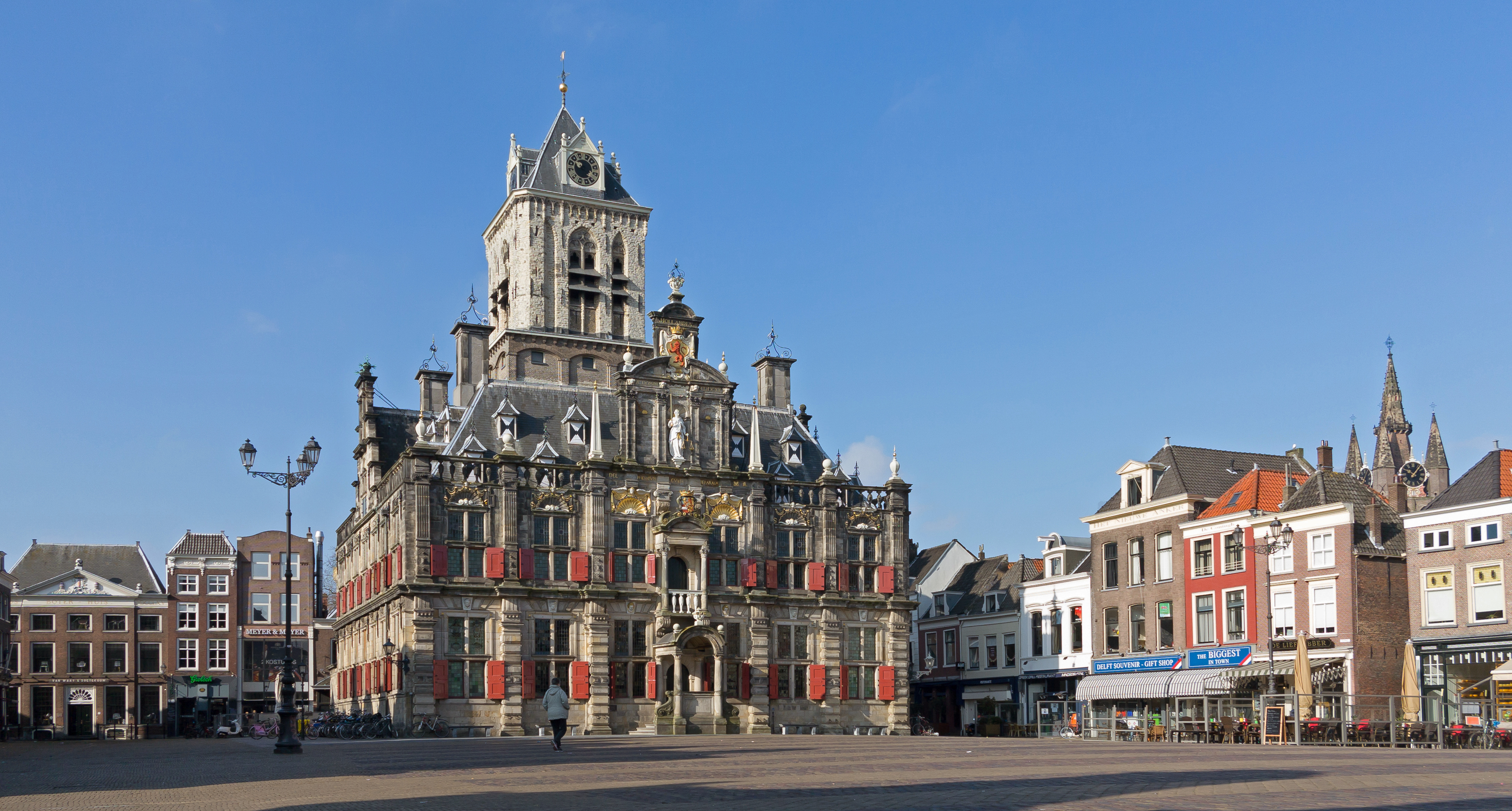
Stadshuset från 1620 vid torget Markt.

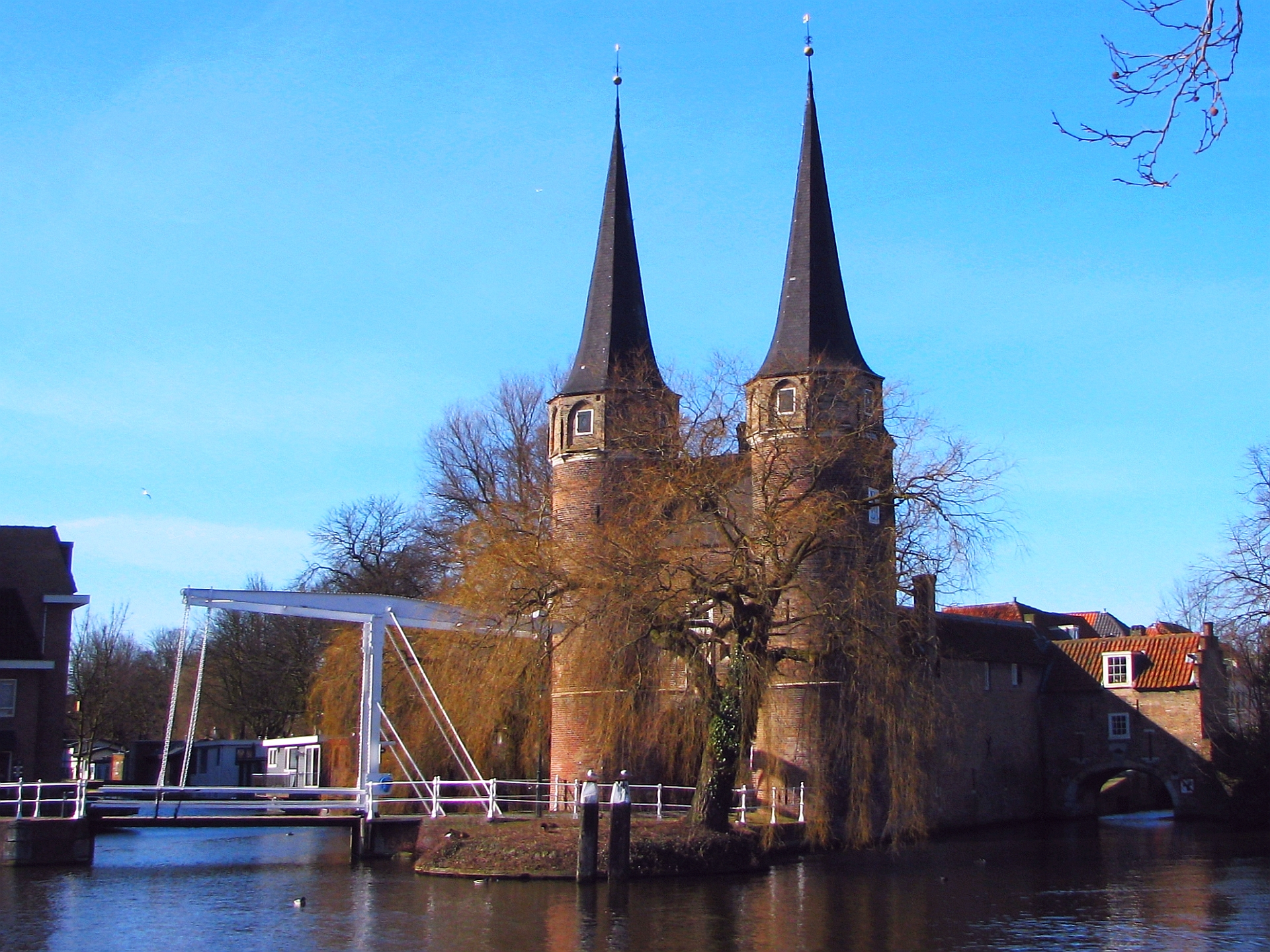
Delft "Oostport" vid Rijn-Schiekanaal med brygga till Zuidergracht

Delft är en stad och kommun i provinsen Zuid-Holland i Nederländerna. Staden är belägen vid floden Schie mellan Haag och Rotterdam inom storstadsområdet Randstad. Staden har en yta på 24,06 km² och cirka 103 000 invånare (2021). Staden kallas också "Prinsenstad", prinsstaden, eftersom alla medlemmar av den nederländska kungliga familjen är begravda där.
Konstnären Johannes Vermeer föddes och verkade i Delft.

## Historia
Staden Delft har en rik historia, eftersom den var en av Nederländernas viktigaste städer i många sekler. Delft grundades under 1000-talet, och fick stadsrättigheter 1246. Staden växte snabbt på grund av stor ekonomisk aktivitet. Delft blev en av landets största städer, efter Amsterdam, Haarlem och Dordrecht. Vilhelm I av Oranien bodde en kort tid i Delft, och blev dödad där. Han begravdes i den nya kyrkan i Delft och efter detta blev staden begravningsort för den kungliga familjen. Staden förblev viktig på grund av Holländska Ostindiska Kompaniet.
Delft har sedan slutet av 1500-talet varit känt för tillverkning av tennglaserade lervaror (fajans), som är karaktäristiska genom en blå dekor, vars mönster har kinesiska och japanska förebilder. Staden överskuggades emellertid av Haag och Rotterdam från och med andra hälften av 1600-talet, och ekonomin försämrades. När järnvägslinjen Oude Lijn byggdes 1847 blev Delft intressant för industrin. Det tekniska universitetet TU Delft och forskningsinstitutet TNO etablerades i Delft, och så blev Delft ett centrum för teknik och naturvetenskap.
Efter andra världskriget växte staden framför allt söderut. Många tätbefolkade bostadsområden byggdes, och staden växte snabbt. Universitet flyttades från innerstaden till södra delen av staden.